# Systemy emisji sygnału telewizyjnego
Systemy emisji programu telewizyjnego można podzielić na systemy analogowe i systemy cyfrowe.

## Techniczne aspekty systemu telewizyjnego
Każdy system telewizyjny charakteryzuje się następującymi podstawowymi parametrami:
- Liczba linii tworzących obraz. Obecnie używane systemy analogowe używają 625 lub 525 linii. Im większa liczba linii, tym lepsza jakość obrazu, ale też konieczne jest przydzielenie szerszego pasma częstotliwości.
- Kierunek przebiegu linii. We wszystkich dziś stosowanych systemach telewizyjnych stosuje się poziomy przebieg linii, zaczynając od lewego górnego rogu ekranu. Stąd częstotliwość rysowania linii to częstotliwość odchylania poziomego, a częstotliwość przesyłania obrazów to częstotliwość odchylania pionowego.
- Częstotliwość odchylania pionowego (popularnie zwana częstotliwością odświeżania). Obecnie używane systemy analogowe używają 50 lub 60 Hz w zależności od częstotliwości sieci energetycznej. Im wyższa częstotliwość odchylania pionowego, tym płynniejszy ruch obiektów na ekranie. Zrównanie częstotliwości odchylania pionowego z częstotliwością sieci energetycznej powoduje, że zakłócenia sieciowe pokazują się jako poziome, nieruchome pasy, przez co są mniej widoczne dla oka ludzkiego. W systemach bez wybierania międzyliniowego równoznaczna z liczbą obrazów na sekundę, w systemach z wybieraniem międzyliniowym – liczbą pól na sekundę.
- Wybieranie międzyliniowe (popularnie zwane przeplotem). W systemach bez wybierania międzyliniowego przekazuje się linie po kolei (1, 2, 3, 4, …, 311, 312, 313, 314, …, 622, 623, 624, 625), w systemach z wybieraniem międzyliniowym każdy obraz dzieli się na p pól, do i-tego pola należą linie o numerze i+n×p, gdzie n to liczba naturalna. Wszystkie obecnie stosowane systemy analogowe stosują podział obrazu na dwa pola (tzw. przeplot 2:1), w tym wypadku najpierw przekazuje się linie np. o numerach nieparzystych (1, 3, …, 311, 313, …, 623, 625), a następnie parzystych (2, 4, …, 312, 314, …, 622, 624) (dotyczy prawie wszystkich systemów, jedynie w systemie M kolejność jest odwrócona, tj. najpierw przekazuje się linie parzyste, a następnie nieparzyste). Dzięki zastosowaniu wybierania międzyliniowego uzyskuje się znaczne zmniejszenie efektu migotania ekranu. W przypadku podziału obrazu na dwa pola synonimem terminu „pole” jest „półobraz”.
- Szerokość pasma wizji. Logiczne jest, by rozdzielczość w poziomie była zbliżona do rozdzielczości w pionie, choć w rzeczywistości zazwyczaj jest nieco mniejsza (jest to mało zauważalne dla ludzkiego oka, a pomaga zaoszczędzić szerokość pasma. Dawniej ograniczenia techniczne dodatkowo powodowały, że faktyczna rozdzielczość pozioma była i tak mniejsza od teoretycznej). Obecnie używane analogowe systemy telewizji mają pasmo wizji między 4,2 MHz (systemy M i N) a 6 MHz (systemy D, K, K1 i L). Teoretycznie do zachowania identycznej rozdzielczości poziomej i pionowej w przypadku systemu 625 linii (576 widocznych linii) i 50 Hz wymagane jest pasmo wizji ok. 6 MHz, a w przypadku systemu 525 linii (480 widocznych linii) i 60 Hz – ok. 5 MHz.
- Stosunek długości boków obrazu. Obecnie stosowane systemy używają stosunku 4:3 i 16:9 (coraz bardziej powszechny).
- Modulacja wizji:
  - Rodzaj modulacji wizji. Z przyczyn technicznych stosuje się wyłącznie modulację amplitudy z częściowo wytłumioną jedną wstęgą boczną, inne rodzaje modulacji wymagałyby wielokrotnie większej szerokości kanału telewizyjnego.
  - Polaryzacja modulacji. Modulacja może być pozytywowa (większa amplituda sygnału wizji oznacza jaśniejszy obraz) lub negatywowa. Większość systemów stosuje modulację negatywową, dzięki której synchronizacja jest dużo bardziej niezawodna (impulsy synchronizujące przesyłane są w zakresie czerni, co w wypadku modulacji negatywowej odpowiada największej amplitudzie sygnału), poziom jasności obrazu może być automatycznie utrzymywany na stałym poziomie niezależnie od fluktuacji natężenia sygnału docierającego do anteny, możliwe jest stosowanie uproszczonego układu odbioru fonii wykorzystującego fakt stałej i niezmiennej różnicy częstotliwości wizji i fonii (w systemie z pozytywową modulacją amplituda fali nośnej wizji w najciemniejszych scenach bywa niedostateczna do zapewnienia odbioru fonii tą metodą), impulsowe zakłócenia radioelektryczne w postaci piorunów, iskrzenia sieci energetycznej itp. objawiają się jako ciemne lub czarne punkty, przez co są mniej widoczne i mniej uciążliwe dla widza.
- Szerokość i położenie częściowo wytłumionej wstęgi bocznej. W wyniku modulacji amplitudowej uzyskuje się dwie wstęgi boczne, z których każda niesie identyczną informację. Aby zaoszczędzić pasmo, wystarczyłoby przesyłać wyłącznie jedną wstęgę boczną, ale uniemożliwiłoby to stosowanie w odbiornikach tanich i prostych detektorów obwiedni, zmuszając do stosowania droższych i bardziej zawodnych (w tamtych czasach) detektorów synchronicznych (pasmo sygnału wizji rozciąga się od składowej stałej). W większości systemów wytłumiana jest dolna wstęga boczna.
- Odstęp nośnych wizji i fonii. Z oczywistych względów częstotliwość nośnej fonii musi być tak dobrana, by z jednej strony nie występowało wzajemne zakłócanie się sygnałów wizji i fonii, a z drugiej strony by nie poszerzać zbytnio szerokości kanału. We wszystkich systemach nośna fonii umieszczona jest od strony pełnej wstęgi bocznej wizji, dzięki czemu nie zakłóca obrazu.
- Modulacja fonii. Fonia może być modulowana amplitudowo (AM) lub częstotliwościowo (FM). Większość systemów używa FM, dzięki czemu ogranicza się wpływ zakłóceń na dźwięk, w tym pochodzących od sygnału wizji.
- Względne poziomy: bieli, czerni, wygaszania i szczytów impulsów synchronizacji. W systemie z negatywową modulacją wizji szczyty impulsów synchronizacji odpowiadają 100% poziomowi modulacji, w systemie z pozytywową modulacją poziom 100% modulacji to biel sceny, zaś oryginalnie poziom szczytu modulacji uznany był za poziom 0–3%.

## Systemy analogowe
Wszystkie systemy telewizji analogowej zostały stworzone pierwotnie na potrzeby telewizji monochromatycznej (czarno-białej). Pierwsze systemy opracowano na początku XX wieku, ostatnie – w latach 50. XX w.
Z różnych względów (technicznych, politycznych i gospodarczych) na świecie powstało i weszło do eksploatacji wiele odmiennych systemów monochromatycznej telewizji analogowej. Systemy te w latach 60. zostały oznaczone przy pomocy liter od A do N.

### Systemy obecnie używane
| System | Liczba linii na obraz | Liczba obrazów na sekundę | Pasmo kanału TV (MHz) | Pasmo wizji (MHz) | Odstęp nośnej fonii (MHz) | Szerokość pasma szczątkowej wstęgi bocznej (MHz) | Polaryzacja modulacji wizji | Rodzaj modulacji fonii | Uwagi |
| ------ | --------------------- | ------------------------- | --------------------- | ----------------- | ------------------------- | ------------------------------------------------ | --------------------------- | ---------------------- | --- |
| B      | 625                   | 25                        | 7                     | 5                 | +5,5                      | 0,75                                             | Neg.                        | FM                     | Wyłącznie VHF (zob. system G i H). Jeden z najpopularniejszych systemów na świecie, używany w licznych krajach Europy, Bliskiego Wschodu, Azji i Oceanii. |
| D      | 625                   | 25                        | 8                     | 6                 | +6,5                      | 0,75                                             | Neg.                        | FM                     | Wyłącznie VHF we wszystkich krajach dawnego bloku sowieckiego z wyjątkiem NRD i Kuby, a także w Chinach komunistycznych (zob. system K). |
| D1     | 625                   | 25                        | 8                     | 5                 | +6,5                      | 0,75                                             | Neg.                        | FM                     | Zarówno w pasmach VHF, jak i UHF. Standard powołany do życia w Polsce, wraz z wprowadzeniem fonii NICAM. |
| G      | 625                   | 25                        | 8                     | 5                 | +5,5                      | 0,75                                             |                             | FM                     | Wyłącznie UHF (zob. system B). Jeden z najpopularniejszych systemów na świecie. |
| H      | 625                   | 25                        | 8                     | 5                 | +5,5                      | 1,25                                             | Neg.                        | FM                     | Wyłącznie UHF (zob. system B). Pochodna systemu G, używana w niewielu krajach. |
| I      | 625                   | 25                        | 8                     | 5,5               | +5,996                    | 1,25                                             | Neg.                        | FM                     | Irlandia od 1961, Wielka Brytania od 1964, RPA, Hongkong |
| K      | 625                   | 25                        | 8                     | 6                 | +6,5                      | 0,75                                             | Neg.                        | FM                     | Wyłącznie UHF (zob. system D). |
| K1     | 625                   | 25                        | 8                     | 6                 | +6,5                      | 1.25                                             | Neg.                        | FM                     | Wyłącznie VHF. Używany w koloniach francuskich. |
| L      | 625                   | 25                        | 8                     | 6                 | +6,5                      | 1,25                                             | Poz.                        | AM                     | Francja, Luksemburg. Odstęp wizja-fonia -6,5 MHz w paśmie 1 VHF. Do 1985 r. wyłącznie UHF (system pasma VHF niekiedy określany jako L’). |
| M      | 525                   | 29,97                     | 6                     | 4,2               | +4,5                      | 0,75                                             | Neg.                        | FM                     | Liczne kraje obu Ameryk (w tym USA, Kanada Meksyk i Kuba), Japonia, Filipiny, Korea Południowa, Tajwan. System opracowany i zalecony do wdrożenia przez NTSC w marcu 1941, zwany powszechnie NTSC. System stosowany w Japonii różni się minimalnie, niekiedy spotyka się oznaczenie jego literą J. |
| N      | 625                   | 25                        | 6                     | 4,2               | +4,5                      | 0,75                                             | Neg.                        | FM                     | Argentyna, Boliwia, Paragwaj, Urugwaj. System wzorowany na M stosowany w krajach używających częstotliwości sieci 50 Hz. |

### Systemy wycofane z eksploatacji
Wszystkie poniższe systemy były używane wyłącznie w paśmie VHF.
| System | Liczba linii na obraz | Liczba obrazów na sekundę | Pasmo kanału TV (MHz) | Pasmo wizji (MHz) | Odstęp nośnej fonii (MHz) | Szerokość pasma szczątkowej wstęgi bocznej (MHz) | Polaryzacja modulacji wizji | Rodzaj modulacji fonii | Uwagi |
| ------ | --------------------- | ------------------------- | --------------------- | ----------------- | ------------------------- | ------------------------------------------------ | --------------------------- | ---------------------- | --- |
| A      | 405                   | 25                        | 5                     | 3                 | -3,5                      | 0,75                                             | Poz.                        | AM                     | Przedwojenny system opracowany przez konsorcjum Marconi-EMI. Używany w latach 1936–1985 w Wielkiej Brytanii, w latach 1961–1982 w Republice Irlandii na terenach graniczących z Irlandią Północną, eksperymentalnie w Czechosłowacji w końcu lat 30. i w Nowej Zelandii na początku lat 50. W latach 50. w Anglii prowadzono eksperymenty z wprowadzeniem koloru. |
| C      | 625                   | 25                        | 7                     | 5                 | +5,5                      | 0,75                                             | Poz.                        | AM                     | Używany w Belgii i Luksemburgu do lat 80. |
| E      | 819                   | 25                        | 14                    | 10                | ±11,15                    | 2                                                | Poz.                        | AM                     | Francuski system o wysokiej rozdzielczości, wprowadzony w grudniu 1949 i wycofany ok. r. 1984. Dla tego systemu powstał oryginalnie system SECAM. W systemie tym kanały nachodziły na siebie, fonia na kanałach parzystych znajdowała się poniżej wizji, na kanałach nieparzystych – powyżej. Stosowany również w Belgii i Monako.                                |
| F      | 819                   | 25                        | 7                     | 5                 | +5,5                      | 0,75                                             | Poz.                        | AM                     | Modyfikacja systemu E w celu dostosowania go do sieci kanałów używanej w pozostałych krajach zachodnioeuropejskich. Używany przez krótki czas w Belgii i Luksemburgu (zastąpiony systemem C) |

### Inne systemy
Systemy mechaniczne używały niewielkiej liczby linii, nie stosowały przeplotu, większość systemów nie przewidywała transmisji dźwięku w sposób analogiczny do obecnych systemów. Wiele systemów używało obrazu kwadratowego lub o orientacji pionowej (np. system Bairda początkowo cechował się obrazem o proporcjach 7:3), pionowego przebiegu linii i znacznie niższych częstotliwości przesyłania obrazów. Były stosowane głównie w warunkach laboratoryjnych. Wybrane systemy:
- 30 linii, 5 obrazów na sekundę – pierwszy system Bairda z 1926 roku.
- 120 linii – wstępne badania laboratoryjne, wiele krajów (w tym Polska).
- 180 linii – niemiecka telewizja mechaniczna, później również elektroniczna (kompatybilna z mechaniczną), w 1936 roku w tym systemie transmitowane były Letnie Igrzyska Olimpijskie 1936 w Berlinie.
- 240 linii, 25 obrazów/s – szczyt możliwości telewizji mechanicznej, system używany między 2 listopada 1936 a 8 lutego 1937 przez BBC w ramach testów porównawczych systemu mechanicznego i elektronicznego 405 linii (patrz wyżej, system A), używany też w ZSRR przez stację telewizyjną w Leningradzie.

Systemy elektroniczne:
- 343 linie 50/60 półobrazów na sekundę – de facto standard RCA z 1936 roku, liczne kraje eksperymentujące z telewizją na jednym z etapów rozwoju planowały wprowadzenie tego systemu (w tym Polska). W 1937 roku Związek Radziecki zakupił od RCA kompletne wyposażenie studia, aparaturę nadawczą i pewną liczbę odbiorników telewizyjnych na potrzeby telewizji moskiewskiej.
- 411 linii 50/60 półobrazów na sekundę – standard niemiecki w użyciu od 1937 do 1944 roku. Używany też był we Włoszech i we Francji (w tym ostatnim kraju z przerwami do połowy lat 50). W 1939 roku zaproponowany jako oficjalny standard amerykański przez RMA (ang. Radio Manufacturers’ Association – Stowarzyszenie Producentów Radioodbiorników).
- 450 i 455 linii 50 półobrazów – używany we Francji na krótko przed II wojną światową.

### System telewizyjny a system transmisji koloru

Obszary używania systemów transmisji kolorów NTSC, SECAM i PAL na świecie

Duża część populacji utożsamia system transmisji koloru (NTSC, PAL lub SECAM) z całością standardu telewizyjnego. Choć rzeczywiście występują typowe zestawienia system TV – system koloru (a mianowicie: NTSC-M, PAL-B, G, H, I i SECAM-D, K, L), zaś system M (telewizji czarno-białej) został opracowany przez NTSC, to nie istnieją techniczne przeszkody, by stosować dowolny system koloru z dowolnym systemem TV. Przykładem mogą być telewizje grecka i NRD, które stosowały system B/G i SECAM (w Grecji w latach 70., w NRD – do reunifikacji Niemiec) i telewizje wielu demoludów, które w latach 90. przeszły z systemu D/K SECAM na D/K PAL. W Wielkiej Brytanii na przełomie lat 50. i 60. prowadzono doświadczenia nad wprowadzeniem transmisji kolorowej NTSC do systemu A (405 linii), następnie eksperymentowano z systemami SECAM i PAL. Francja oryginalnie planowała użycie systemu SECAM z ich systemem telewizyjnym E. W obu krajach, mimo pozytywnych wyników prób, zaniechano wprowadzania koloru, gdyż podjęto decyzję o wycofaniu z użycia swoich systemów i zastąpieniu ich systemami 625-liniowymi. Brazylia używa systemu TV M i koloru PAL.
Należy tu nadmienić, że w pewnych wypadkach pewne parametry systemu koloru mogą wymagać drobnych zmian w celu zapewnienia lepszej jakości obrazu (np. niewielka zmiana odstępu częstotliwości dźwięku lub częstotliwości podnośnej chrominancji), co nie wpływa na samą ideę systemu transmisji koloru.

### Dźwięk stereo/dwukanałowy
1. W latach 80. niemiecki Drugi Kanał TV (ZDF) jako pierwszy wprowadził fonię stereo. Zasada opiera się na dodaniu drugiej częstotliwości nośnej fonii, położonej o 242 kHz powyżej standardowej częstotliwości nośnej fonii. Na standardowej nośnej przesyła się sumę kanałów lewego i prawego (w przypadku dźwięku stereo) lub kanał podstawowy (w przypadku dźwięku dwukanałowego), zaś na drugiej nośnej kanał prawy (w przypadku dźwięku stereo) lub kanał dodatkowy (w przypadku dźwięku dwukanałowego; może to być na przykład wersja oryginalna ścieżki dźwiękowej zagranicznego filmu). System ten przyjął się w kilku krajach Europy (m.in. Austria, Holandia) i pozaeuropejskich (m.in. Australia). System ten zwany jest Zweiton (niem. podwójny dźwięk). Uwaga: Powyżej opisana fonia stereo powstała dla standardów B i G, zaś dla standardu D i K (a także D1) istnieje zmodyfikowana, tzw. „czeska” wersja, w której druga częstotliwość nośna fonii położona jest o 242 kHz poniżej standardowej częstotliwości nośnej fonii.
2. W 1984 roku w Stanach Zjednoczonych wprowadzono system MTS (ang. Multichannel Television Sound – wielokanałowy dźwięk telewizyjny), w którym przesyła się trzy dodatkowe kanały audio: jeden to sygnał różnicy kanałów lewego i prawego (w połączeniu z sygnałem sumy kanałów lewego i prawego przesyłanym na standardowej nośnej fonii używany jest do dekodowania stereo), dwa pozostałe mają znaczenie pomocnicze (jeden z nich może być użyty do przesyłania dodatkowego kanału dźwięku, np. obcojęzycznego lub komentarza, ostatni z nich jest wykorzystywany wyłącznie przez stację telewizyjną i nie jest dekodowany w odbiornikach telewizyjnych przeznaczonych dla publiczności).
3. NICAM

## Systemy rodziny MAC
Systemy MAC (ang. Multiplexed Analogue Components – multipleksowane składowe analogowe) miały zastąpić obecnie używane systemy telewizji analogowej. Miały oferować nieco lepszą jakość obrazu (dzięki rozdzieleniu sygnału luminancji i chrominancji) i dużo lepszą jakość dźwięku (dzięki zastosowaniu transmisji cyfrowej). W efekcie przyjęły się wyłącznie jako systemy transmisji satelitarnej. Opracowane zostały następujące systemy rodziny MAC:
- A-MAC
- B-MAC
- C-MAC
- D-MAC
- D2-MAC
- HD-MAC.

## Systemy cyfrowe

Obszary używania systemów ATSC, DVB-T, ISDB-T i innych

Oparte są na technologii kompresji MPEG-2, a także MPEG-4. Szeroko prowadzone rozmowy międzyrządowe mają zapewnić, że standard będzie zunifikowany przynajmniej w skali kontynentu. W Europie i w innych częściach świata trwają prace nad wprowadzeniem systemu DVB-T (ang. Digital Video Broadcasting – Terrestrial, czyli cyfrowe nadawanie wizji – naziemne). W Ameryce Północnej przyjęto system ATSC, w Chinach DMB-T, a w większości krajów Ameryki Południowej i Japonii ISDB-T.
System transmisji DVB-T opiera się na modulacji COFDM (ang. Coded Orthogonal Frequency Division Multiplexing), wykorzystującej do 8000 częstotliwości nośnych na kanał, używanych do transmisji danych ze stosunkowo niewielką prędkością. System ten cechuje się bardzo dużą odpornością na interferencje powstające wskutek odbioru wielodrożnego. Sumaryczna prędkość danych w zależności od ustawień waha się między 4 a 30 Mbps.